# Eupithecia inscitata
Eupithecia inscitata är en fjärilsart som beskrevs av Walker 1863. Eupithecia inscitata ingår i släktet Eupithecia och familjen mätare. Inga underarter finns listade i Catalogue of Life.